# وزارة السياحة (اليمن)
وزارة السياحة هي أحد وزارات الحكومة اليمنية.

## الوزير
الوزير الحالي هو معمر الإرياني وزير الإعلام والثقافة والسياحة منذ 18 ديسمبر 2020م.